# 安樹新
安 樹新（あん じゅしん、英語:Francis An Shuxin、1949年7月16日 - ）は、洗礼名をフランシスコと言い、カトリック保定教区地下教会の協働司教であったが、2010年8月7日に、中国天主教愛国会下にある政府公認教会の司教となった。

## 経歴
1949年7月16日、中国保定徐水県安家荘の熱心なカトリックの家庭に生まれた。1981年1月1日、保定教区司教范学淹により司祭に叙階され、范司教が文化大革命後に叙階した初の神父となり、この後范学淹に従って布教した。1992年の范学淹の逝去後、5月3日に蘇志民は保定教区司教を引き継ぎ、安樹新は協働司教に任じられた。1996年に東閭巡礼事件により逮捕され、獄中で10年を過ごした。彼は地下教会で“忠実”であるという声望が高かったので、アメリカ国務省の『国際的な宗教の自由に関する報告』の中に彼の名前が多く現れた。
2006年8月20日、安樹新は突然河北保定清苑県東閭村聖堂に現れ、教皇庁が認めていない愛国会司教蘇長山とミサを共同で司式し、そのときは2人とも同じ神父の祭服を着用していた。そして同じ月の24日に釈放された。12月9日、彼は再び東閭村聖堂で蘇長山の追悼ミサを司式した。この後、数の多い保定教区地下教会（10万人）と人数の少ない保定教区の地上教会（1万人）の合同と福音宣教に力を尽くした。これは妨害を受けたが、カトリック教会の資産の保護や政府がカトリック教会を尊重するのに努力した。現在、彼は保定市裕華路のカテドラルに居住している。だが、大部分の地下教会の信者は安樹新司教のやり方を受け入れてはいない。
2007年に保定教区協働司教の任に就き、2009年8月初め、安司教は公に愛国会に加入し、保定教区天主教愛国会の副主席に就いたと宣言した。これにより、さらに多くの聖職者と信者が安司教から離れた。2009年10月31日に、福音宣教省は安司教のニュースに関し、安樹新協働司教の共同司式への認可と彼が地下教会から出る圧力をかけたのを否定し、彼が愛国会で登録したという話に何の根拠もないという声明を出した。この声明が発表された後、各方面で激烈な討論を引き起こし、中国カトリック教会のウェブサイトの一つである『天主教在綫』は、福音宣教省が責任を回避していると見做している。
2009年11月25日、『天主教在綫』は安司教の長編の取材報道を発表し、この事件に関わる方面の問題に言及した。同時に、安司教も初めて外に自分の心理的過程を披露した。。
2009年12月、イタリアの雑誌『30日』は『天主教在綫』の安司教への取材報道を翻訳したばかりか、一つの重大な歪曲のある評論を発表した。
激烈な論争の最中である2010年2月10日、聖座の国務長官は安司教に書簡を宛て、関心を持っていると伝えた。書簡は二つの基本的な点があり、一つ目の点は安司教の行ったこと（愛国会で職務に就いたことを指す）に賛同しないことを表明し、「この種の決定は本来は避けるべきだった」とした。だが、国務長官も安司教の初志及び彼が獲得した簡単には来ない公に宣教出来る機会について非常に同情的で、「今のこの種の公然と活動出来る可能性を自ら放棄しないのが最も良いようだ」と語った。安司教の以後の選択に対し、書簡も司教とバチカンの意思の疎通を非常に強調し、「聖座はこの問題に関心を払うことを継続し、一旦重要な新しい動向が出れば、適当な指示を以て司教である貴方を助けます」とした（信函第4号）。二つ目の点は保定教区の聖職者に対する要望であり、教区神父等の司教に対する服従によって教会の有力な証となる様に希望した（信函第5号）。この外に、国務長官はさらに安司教が教皇庁に差し出した書簡にある共同司式問題について言及し、国務長官は共同司式事件を首要な良心の倫理問題に関わると見做し、自由に乏しい情况下では、この種の共同司式事件は評価出来ないとして、これで決着した（信函第3号）。
しかし、2010年8月7日、安司教が中国天主教愛国会と主教団の任命を受け入れて公然とカトリック保定教区の司教に就任したため、論争は再び過熱し始めた。それに伴い、8月16日に教区の安司教に服従しない指導的神父が会議を催して教区を引き続いて一人の神父の指導者を選挙する計画を立て、なお獄中の蘇志民司教に追従した。